# Charlie Brown (cançó de Coldplay)
|  | Per a altres significats, vegeu «Charlie Brown». |

«Charlie Brown» és una cançó de la banda britànica Coldplay llançada com a tercer senzill de l'àlbum Mylo Xyloto.

## Informació
Les lletres inicials de la cançó contenien mencions al personatge Charlie Brown, protagonista de la sèrie de còmics Peanuts, però finalment les van eliminar durant el procés d'enregistrament de la cançó, però no amb el títol, ja que no van aconseguir trobar una alternativa convincent. Chris Martin va escriure la lletra jugant amb una casa de nines de la seva filla.
A mitjans del 2011 van començar a interpretar la cançó en diversos concerts i festivals. El públic va reaccionar molt positivament i va esdevenir molt popular. Posteriorment, la crítica també va valorar molt positivament la qualitat de la cançó destacant-la com una de les millors cançons de tota la trajectòria del grup. Alguns mitjans van indicar que era la millor cançó de Mylo Xyloto per la seva energia i la melodia aconseguida amb la unió de la guitarra i el xilòfon.
El 6 de desembre de 2011, Coldplay va pujar un videoclip musical promocional de "Charlie Brown" al seu canal oficial de YouTube. Dirigit per Mat Whitecross i Mark Rowbotham, mostrava material del conjunt de concerts que van realitzar durant l'estiu de 2011 al Summer Festival Tour. El videoclip oficial també fou dirigit per Whitecross i estigué disponible a partir del 3 de febrer de 2012,

## Llista de cançons
Senzill promocional ràdio
1. "Charlie Brown" (Edició ràdio) − 3:46
2. "Charlie Brown" (Versió LP) − 4:45
3. "Charlie Brown" (Instrumental) − 4:45

Dave Audé Remixes
1. "Charlie Brown (Dave Audé Club Mix)" − 6:44
2. "Charlie Brown (Edició ràdio Dave Audé)" − 4:10

Senzill BRIT Awards
1. "Charlie Brown (Directe als BRITs)" − 3:50